# Théâtre à la Coque
Pour les articles homonymes, voir Coque.
 (mai 2014).
Bouffou Théâtre à la Coque est une compagnie de théâtre française.

## Présentation
Bouffou Théâtre est une compagnie professionnelle qui, depuis 1986, crée et présente en France et ailleurs des spectacles de marionnettes pour enfants et adultes. 
Toujours dans une recherche de proximité et de partage d’émotions avec le public, Serge Boulier, directeur artistique de la compagnie, s’attache à mettre en scène jeu d’acteurs et marionnettes au service de propos qui tentent d’ouvrir de nouvelles portes vers de « possibles ailleurs ». Créer des spectacles dits « Jeune Public » est en effet l’occasion pour la compagnie de rassembler enfants et parents autour d’un imaginaire, pour qu’ils partagent des émotions et, pourquoi pas, profiter de cet instant pour que les adultes s’interrogent sur leurs relations avec les enfants.
La transversalité, richesse inhérente à la marionnette, offre également à Serge Boulierun lieu de recherche artistique basé sur le mélange des formes telles que la musique, la vidéo, les arts plastiques, le théâtre, la danse ou encore les arts de la rue.

## Créations
À ce jour, la compagnie tourne avec cinq spectacles :
- 2000 : Vache à Plumes (et autres poules à pis), de Serge Boulier & Julien Mellano
- 2002 : Mauvaise Herbe, de Serge Boulier & Raoul Pourcelle
- 2003 : Cinémagique ou l’invention du rêve, de Serge Boulier & Frédéric Joyeux
- Bynocchio de Mergerac, de Serge Boulier
- Kitch Club, de Serge Boulier
- Le Manteau, d'après la nouvelle de Nicolas Gogol, est la dernière création de la compagnie, à destination des adultes.
- La mer en pointillés, de Serge Boulier

## Historique
En 1998, la compagnie quitte la Loire-Atlantique pour s’installer à Hennebont (Morbihan). C’est dans le centre historique de cette ville que la compagnie rénove un ancien cinéma : le Théâtre à la Coque ouvre ses portes au public en février 2003.
Le Théâtre à la Coque est le lieu de travail de Bouffou Théâtre. S’y organisent les tournées, les créations et autres projets de la compagnie. Le nom a été choisi par Serge Boulier parce que : « d’abord, on est au bord de la mer, et surtout, tout comme l’œuf à la coque, on ne sait ce qu’est le Théâtre qu’en brisant le haut de la coquille… »
L’architecture du Théâtre à la Coque a été pensée pour favoriser la relation entre les comédiens et le public lors des représentations. Le lieu peut accueillir jusqu’à 70 adultes ou 90 enfants, et un espace de rencontres a été aménagé pour que les spectateurs puissent se retrouver après le spectacle, en discuter, faire connaissance avec les artistes. 
Le Théâtre à la Coque a pour intention d’être un véritable centre de ressources, un lieu de rencontres et d’échanges autour de la Marionnette et du Théâtre d’Objet.
Le centre de ressources
Le Théâtre à la Coque est avant tout un lieu de référence quand on parle de la marionnette. Mettre en place cet espace est un moyen de faire se réunir toutes les personnes sensibles à l’Art de la marionnette, professionnelles ou non. 
Le Théâtre à la Coque est avant tout un lieu de création de spectacles de petites formes. En effet, outre ses propres créations, la compagnie soutient l’émergence de projets atypiques liés à la marionnette en les accueillant en résidence.
De plus, la compagnie organise des stages, formations et autres conférences autour de la marionnette.  Et toujours dans un souci de renseigner au plus précis, Bouffou Théâtre met en place un centre de documentation dans lequel chacun pourra trouver de quoi se documenter sur l’Histoire de la marionnette, ses techniques, et pourra trouver des textes théoriques et autres ouvrages.
Le lieu de résidences
Bouffou Théâtre accueille en résidence des compagnies de marionnettes et formes animées, et leur propose de véritables conditions de travail. Ainsi, les compagnies accueillies peuvent créer sereinement, dans un espace adapté aux spécificités artistiques de la marionnette. 
De plus, en ouvrant de façon permanente le Théâtre à la Coque, BOUFFOU Théâtre permet que chacun puisse venir découvrir le travail des artistes à tout moment de la résidence, sans rendez-vous. Ainsi, le Théâtre à la Coque procure d’une part à l’artiste l’occasion de rencontrer le public, et d’échanger avec lui ; et d’autre part au public de mieux appréhender le processus de création de tout spectacle.
Le lieu de formation
La marionnette est un art spécifique dans le monde théâtral. Un spectacle de marionnettes ne s’écrit ni se met en scène comme tout autre spectacle de théâtre. 
Pour pouvoir réfléchir aux spécificités dramaturgiques et scénographiques de la marionnette, BOUFFOU Théâtre organise des stages et des formations à destination des marionnettistes.  
Le centre de documentation
Parallèlement, la compagnie met en place dans le lieu un centre de documentation consacré à la Marionnette et au Théâtre d’Objet. Ainsi, la compagnie constitue un fonds documentaire (papier, son, vidéo) que professionnels et autres personnes intéressées par la marionnette pourront venir consulter sur place.
Une base de données des lieux qui programment des spectacles de marionnettes est également disponible.
La programmation du Théâtre à la Coque
Toujours dans une optique de faire découvrir le monde de la marionnette au plus grand nombre, Bouffou Théâtre coorganise deux temps forts autour de la marionnette : « En avril, fais ce qu’il te plaît » avec le Strapontin de Pont-Scorff, à destination des adultes, et « Les Salles Mômes » au mois d’octobre, en partenariat avec le service culturel de la ville d’Hennebont.